# Nobuyuki Abe
Nobuyuki Abe (阿部信行, Abe Noboyuki, 24 de novembre de 1875-7 de setembre de 1953) va ser un militar japonès que va ser primer ministre del Japó durant uns mesos entre 1939 i 1940.

## Biografia
Nascut a la prefectura d'Ishikawa, fill d'un samurai del clan Kanazawa.

### Carrera inicial
Va fer carrera militar, estudià a l'Acadèmia Militar i al Col·legi de Guerra de l'Exèrcit, on posteriorment va ser instructor. Més endavant, va ser director d'administració de l'Oficina de l'Estat Major, director de l'Oficina d'Afers Militars; el 1928 va ser nomenat viceministre de Guerra i assistent del ministre Kazushige Ugaki, durant el govern de Hamaguchi. Actuà com a ministre de Guerra en funcions durant l'absència d'Ugaki a causa d'una malaltia.
Més tard va servir com a comandant quart de l'exèrcit a Taiwan, i el 1933 va ser ascendit a general i conseller militar, abans de ser col·locat a les llistes de reservistes el 1936.

### Primer ministre
El 30 d'agost de 1939 va ser nomenat primer ministre en substitució de Hiranuma Kiichirō, i de forma simultània també va encarregar-se del ministeri d'Afers Exteriors. L'emperador va designar-lo per assegurar que l'economia militarista es dediqués a la producció de maquinària per a l'exèrcit. Va intentar promoure la formació d'un nou govern xinès de la mà de Wang Ching-wei i afavorir el no intervencionisme bèl·lic a Europa. Tanmateix, el fet de no aconseguir reduir la forta inflació del país i altres mesures van fer se li oposessin el Consell Privat de l'emperador, el ministeri d'Exteriors i la Dieta, a més de perdre el suport de l'exèrcit. A més, a mesura els esdeveniments se'ls estaven girant en contra tant a Europa com a l'Àsia. Finalment, el seu govern va durar només quatre mesos i mig, va dimitir en bloc el gener de 1940.

### Carrera posterior
Després de la seva dimissió va ser enviat a la Xina com a enviat especial al govern de Wang Zhao-ming. D'altra banda, va esdevenir president de l'Associació de Suport al Règim Imperial. El 1942 va ser designat membre de la Cambra dels Pars. L'any 1944 va ser nomenat com a darrer Governador General de Corea.